# Absorción (química)

Absorbedor de laboratorio. 1a): entrada de CO_{2}; 1b): entrada de H_{2}O; 2): salida; 3): columna de absorción; 4): envasado.

Absorción es la operación unitaria que consiste en la separación de uno o más componentes de una   mezcla gaseosa con la ayuda de un solvente líquido  el cual forma solución (un soluto A, o varios solutos, se absorben de la fase gaseosa y pasan a la líquida). Este proceso implica una difusión molecular turbulenta o una transferencia de masa del soluto A a través del gas B, que no se difunde y está en reposo, hacia un líquido C, también en reposo.
La absorción de gases se puede distinguir entre absorción (paso de materia desde la fase gaseosa a la líquida) y desorción, desabsorción o «stripping», que es la operación inversa.
Un término más general es «sorción», que abarca la absorción, la adsorción y el intercambio iónico. La absorción es una condición en la que algo absorbe otra sustancia.
Un ejemplo es la absorción de amoníaco A del aire B por medio de agua líquida C. Al proceso inverso de la absorción se le llama empobrecimiento o desorción; cuando el gas es aire puro y el líquido es agua pura, el proceso se llama deshumidificación, la deshumidificación significa extracción de vapor de agua del aire.

## Absorción física y química
La absorción puede ser física o química, dependiendo de si un gas se disuelve en el líquido absorbente o reacciona con él para formar un nuevo compuesto químico.
- Absorción física: En este tipo de absorción, no se produce una reacción química entre el absorbente y el soluto.[4] Este proceso es reversible en naturaleza, lo que significa que puede haber un equilibrio entre la cantidad de soluto absorbido y la cantidad desorbida. El equilibrio se establece de manera relativamente sencilla. Las fuerzas impulsoras detrás de la absorción física son las fuerzas de van der Waals, que son fuerzas intermoleculares que atraen a las moléculas del soluto hacia el absorbente. Debido a esta atracción débil, la absorción física suele requerir menos energía en forma de calor para que ocurra. La cantidad de absorción física disminuye a medida que aumenta la temperatura; esto se debe a que el aumento de la temperatura proporciona a las moléculas del soluto más energía cinética, lo que contrarresta las fuerzas atractivas de van der Waals. A medida que la presión aumenta, se favorece la adsorción, es decir, la cantidad de soluto que se adhiere a la superficie del absorbente.
- Absorción química: En este tipo de absorción, ocurre una reacción química en la fase líquida entre el absorbente y el soluto, lo que conduce a un aumento notable en la velocidad de absorción en comparación con la absorción física;[4] esta reacción química también implica que el proceso es irreversible. En la absorción química, el equilibrio se establece de manera gradual y a menudo requiere más tiempo para alcanzar su punto máximo. La clave detrás de la absorción química radica en la formación de enlaces químicos entre el absorbente y el soluto. El calor de adsorción en la absorción química es significativamente mayor en comparación con la absorción física. Esto se debe a la energía requerida para romper enlaces y permitir que ocurran las reacciones químicas en la fase líquida. A medida que aumenta la temperatura, la absorción química también tiende a aumentar.

## Absorción molecular y atómica
La absorción molecular y atómica son dos técnicas utilizadas en la espectroscopia para estudiar la interacción de la radiación con los átomos y moléculas.
- La absorción molecular ocurre cuando una especie molecular en el atomizador posee un perfil de absorción que se superpone al del elemento de interés.[5] Las moléculas tienen distribuciones espaciales de electrones llamadas orbitales moleculares, que son la suma de los orbitales atómicos enlazantes.[6] La absorción molecular se utiliza para estudiar la composición atómica y molecular de un material, y se emplea en estudios de física molecular y atómica.
- La absorción atómica es una técnica analítica utilizada en química y espectroscopia para determinar la concentración de elementos químicos específicos en una muestra líquida o gaseosa. Se basa en los principios teóricos establecidos por Kirchhoff y Bunsen en 1840.[5] Los átomos consisten de un núcleo y un número determinado de electrones que llenan ciertos niveles cuánticos. La absorción atómica ocurre cuando los electrones en los átomos son excitados por la radiación y absorben energía.[5] La absorción atómica es especialmente útil para la determinación de elementos metálicos y otros elementos traza en muestras ambientales, alimenticias, farmacéuticas y clínicas.[7]

## Regla de las fases y equilibrio perfecto
Para predecir la concentración de un soluto en dos fases en equilibrio, se requieren datos de equilibrio experimentales. Además, existen factores que pueden desviar a las dos fases del equilibrio. Las variables importantes que afectan al equilibrio de un soluto son la temperatura, la presión y la concentración. El equilibrio entre las dos fases, en cualquier caso, está restringido por la regla de las fases:
{\displaystyle F=C-P+2}
Donde P es el número de fases en equilibrio, C es el número de componentes totales en las dos fases (cuando no se verifican reacciones químicas) y F es el número de variables o grados de libertad del sistema. Para el equilibrio líquido-gas, se tienen 2 componentes y 2 fases, por lo tanto:
{\displaystyle F=2-2+2=2}
Existen 2 grados de libertad y las combinaciones pueden ser: (PA, T), (yA, T), (xA, T).

### Solubilidad de gases en líquidos en el equilibrio

#### Sistemas de dos componentes
Si se lleva una cierta cantidad de un gas simple y un líquido relativamente no volátil al equilibrio, la concentración resultante del gas disuelto en el líquido recibe el nombre de solubilidad del gas a la temperatura y presión predominantes. A una temperatura dada, la solubilidad aumentará con la presión. La solubilidad de cualquier gas depende de la temperatura y sigue la forma descrita por la ley de van 't Hoff para el equilibrio móvil: «si se aumenta la temperatura de un sistema en equilibrio, ocurrirá un cambio durante el cual se absorberá calor».

#### Sistemas de multicomponentes
Si una mezcla de gases entra en contacto con un líquido, la solubilidad en el equilibrio de cada gas será, bajo ciertas condiciones, independiente de la de los demás gases. Esto es válido siempre y cuando el equilibrio se describa en función de las presiones parciales en la mezcla gaseosa. Cuando todos los componentes del gas, excepto uno, son prácticamente insolubles, las concentraciones en el líquido son tan insignificantes que no alteran la solubilidad del componente relativamente soluble. En este caso, podemos aplicar la generalización siguiente: si varios componentes de la mezcla son notablemente solubles, esta generalización solo se aplica si los gases que se van a disolver no interactúan con la naturaleza del líquido; esto se cumple en el caso de las soluciones ideales. Por ejemplo, en una mezcla, los gases de propano y butano se disolverán individualmente en un aceite de parafina no volátil, ya que las soluciones resultantes son esencialmente ideales.
Hay cuatro características significativas de las soluciones ideales; todas se relacionan entre sí:
1. Las fuerzas intermoleculares promedio de atracción y repulsión en la solución no cambian al mezclar los componentes.
2. El volumen de la solución varía linealmente con la composición.
3. No hay absorción ni liberación de calor al mezclar los componentes. Sin embargo, en el caso de gases que se disuelven en líquidos, este criterio no incluye el calor liberado durante la condensación del gas al estado líquido.
4. La presión total de vapor de la solución varía linealmente con la composición, expresada en fracción molar.

En particular, los miembros adyacentes o casi adyacentes de una serie homóloga de compuestos orgánicos pertenecen a esta categoría. Por ejemplo, las soluciones de benceno en tolueno o de alcoholes etílicos y propílicos, así como las soluciones de gases de hidrocarburos parafínicos en aceites de parafina, generalmente pueden considerarse soluciones ideales. Cuando una mezcla gaseosa en equilibrio con una solución líquida ideal también sigue la ley de los gases ideales, la presión parcial «p*» de un gas soluto «A» es igual al producto de su presión de vapor «p» a la misma temperatura por su fracción molar en la solución «x».

## Elección del disolvente para la absorción
Si el propósito principal de la operación de absorción es producir una solución específica, el disolvente es especificado por la naturaleza del producto. Si el propósito principal es eliminar algún componente del gas, casi siempre existe la posibilidad de elección. Por supuesto, el agua es el disolvente más barato y más completo, pero debe darse considerable importancia a las siguientes propiedades: 
1.	 Solubilidad del gas. La solubilidad del gas debe ser elevada, a fin de aumentar la rapidez de la absorción y disminuir la cantidad requerida de disolvente. En general, los disolventes de naturaleza química similar a la del soluto que se va a absorber proporcionan una buena solubilidad. Para los casos en que son ideales las soluciones formadas, la solubilidad del gas es la misma, en fracciones mol, para todos los disolventes. Sin embargo, es mayor, en fracciones peso, para los disolventes de bajo peso molecular y deben utilizarse pesos menores de estos disolventes. Con frecuencia, la reacción química del disolvente con el soluto produce una solubilidad elevada del gas; empero, si se quiere recuperar el disolvente para volverlo a utilizar, la reacción debe ser reversible.
2.	 Volatilidad. El disolvente debe tener una presión baja de vapor, puesto que el gas saliente en una operación de absorción generalmente está saturado con el disolvente y en consecuencia, puede perderse una gran cantidad. Si es necesario, puede utilizarse un líquido menos volátil para recuperar la parte evaporada del primer disolvente.
3.	 Corrosión. Los materiales de construcción que se necesitan para el equipo no deben ser raros o costosos.
4.	 Coste. El disolvente debe ser barato, de forma que las pérdidas no sean costosas, y debe obtenerse fácilmente.
5.	Viscosidad. Se prefiere la viscosidad baja debido a la rapidez en la absorción, mejores características en la inundación de las torres de absorción, bajas caídas de presión en el bombeo y buenas características de transferencia de calor.
6.	 Otros. Si es posible, el disolvente no debe ser tóxico, ni inflamable, debe ser estable químicamente y tener un punto bajo de congelamiento.

## Torres empacadas (o de relleno)
Las torres empacadas, o torres de relleno, utilizadas para el contacto continuo del líquido y del gas tanto en el flujo a contracorriente como a corriente paralela, son columnas verticales que se han llenado con empaque o con dispositivos de superficie grande. El líquido se distribuye sobre estos y escurre hacia abajo, a través del lecho empacado, de tal forma que expone una gran superficie al contacto con el gas.

### Empaque
El empaque (llamado relleno en España) de la torre debe ofrecer las siguientes características:
1. Proporcionar una superficie interfacial grande entre el líquido y el gas. La superficie del empaque por unidad de volumen de espacio empacado debe ser grande, pero no en el sentido microscópico. 
2. Poseer las características deseables del flujo de fluidos. Esto generalmente significa que el volumen fraccionario vacío, o fracción de espacio vacío, en el lecho empacado debe ser grande. El empaque debe permitir el paso de grandes volúmenes de fluido a través de pequeñas secciones transversales de la torre, sin recargo o inundación; debe ser baja la caída de presión del gas. 
3. Ser químicamente inerte con respecto a los fluidos que se están procesando.
4. Ser estructuralmente fuerte para permitir el fácil manejo y la instalación.
5. Tener bajo precio.
Los empaques son principalmente de dos tipos, aleatorios y regulares.

#### Empaques al azar
Los empaques al azar son aquellos que simplemente se arrojan en la torre durante la instalación y que se dejan caer en forma aleatoria. En el pasado se utilizaron materiales fácilmente obtenibles; por ejemplo, piedras rotas, grava o pedazos de coque; empero, aunque estos materiales resultan baratos, no son adecuados debido a la pequeña superficie y malas características con respecto al flujo de fluidos. 
Los anillos de Raschig son cilindros huecos, cuyo diámetro va de 6 a 100 mm o más. Pueden fabricarse de porcelana industrial, que es útil para poner en contacto a la mayoría de los líquidos, con excepción de álcalis y ácido fluorhídrico; de carbón que es útil, excepto en atmósferas altamente oxidantes; de metales o de plásticos. Los plásticos deben escogerse con especial cuidado, puesto que se pueden deteriorar, rápidamente y con temperaturas apenas elevadas, con ciertos solventes orgánicos y con gases que contienen oxígeno.
Los empaques de hojas delgadas de metal y de plástico ofrecen la ventaja de ser ligeros, pero al fijar los límites de carga se debe prever que la torre puede llenarse inadvertidamente con líquido. Los anillos de Lessing y otros con particiones internas se utilizan con menos frecuencia. Los empaques con forma de silla de montar, los de Berl e Intalox y sus variaciones se pueden conseguir en tamaños de 6 a 75 mm; se fabrican de porcelanas químicas o plásticos. Los anillos de Pall, también conocidos como Flexirings, anillos de cascada y, como una variación, los Hy-Pak, se pueden obtener de metal y de plástico.
Generalmente, los tamaños más pequeños de empaques al azar ofrecen superficies específicas mayores (y mayores caídas de presión), pero los tamaños mayores cuestan menos por unidad de volumen. A manera de orientación general: los tamaños de empaque de 25 mm o mayores se utilizan generalmente para un flujo de gas de 0.25 m³/s, 50 mm o mayores para un flujo del gas de 1 m³/s. Durante la instalación, los empaques se vierten en la torre, de forma que caigan aleatoriamente; con el fin de prevenir la ruptura de empaques de cerámica o carbón, la torre puede llenarse inicialmente con agua para reducir la velocidad de caída.

#### Empaques regulares
Los empaques regulares ofrecen las ventajas de una menor caída de presión para el gas y un flujo mayor, generalmente a expensas de una instalación más costosa que la necesaria para los empaques aleatorios. Los anillos hacinados de Raschig son económicos solo en tamaños muy grandes. Hay varias modificaciones de los empaques metálicos expandidos. Las rejillas o “vallas” de madera no son caras y se utilizan con frecuencia cuando se requieren volúmenes vacíos grandes; como en los gases que llevan consigo el alquitrán de los hornos de coque, o los líquidos que tienen partículas sólidas en suspensión. La malla de lana de alambre tejida o de otro tipo, enrollada en un cilindro como sí fuese tela (Neo-Kloss), u otros arreglos de gasa metálica (Koch-Sulzer, Hyperfil y Goodloe) proporcionan una superficie interfacial grande de líquido y gas en contacto y una caída de presión muy pequeña; son especialmente útiles en la destilación al vacío.

#### Soportes de empaque
Es necesario un espacio abierto en el fondo de la torre, para asegurar la buena distribución del gas en el empaque. En consecuencia, el empaque debe quedar soportado sobre el espacio abierto. Por supuesto, el soporte debe ser lo suficientemente fuerte para sostener el peso de una altura razonable de empaque; debe tener un área libre suficientemente amplia para permitir el flujo del líquido y del gas con un mínimo de restricción. Se prefieren los soportes especialmente diseñados que proporcionan paso separado para el gas y el líquido. Su área libre para el flujo es del orden del 85%; puede fabricarse en diferentes modificaciones y diferentes materiales, inclusive en metales, metales expandidos, cerámica y plásticos.

### Cuerpo de la torre
Esta puede ser de madera, metal, porcelana química, ladrillo a prueba de ácidos, vidrio, plástico, metal cubierto de plástico o vidrio, u otro material, según las condiciones de corrosión. Para facilitar su construcción y aumentar su resistencia, generalmente son circulares en la sección transversal o semitransversal.

## Absorción con reacción química
Muchos procesos industriales de absorción van acompañados por una reacción química. Es especialmente común que ocurra una reacción en el líquido del componente que se está absorbiendo y un reactivo en el líquido absorbente. En ocasiones, tanto el reactivo como el producto de la reacción son solubles, como en el caso de la absorción del dióxido de carbono en una solución acuosa de etanolaminas u otras soluciones alcalinas. Por otro lado, en situaciones opuestas, los gases provenientes de calderas que contienen dióxido de azufre pueden ser puestos en contacto con lechadas de piedra caliza en agua para formar sulfito de calcio insoluble. Esta reacción entre el soluto absorbido y un reactivo tiene dos efectos que favorecen la rapidez de la absorción:
- La destrucción del soluto absorbido al formar un compuesto reduce la presión parcial en el equilibrio del soluto, lo cual aumenta la diferencia de concentración entre el gas y la interfase. Esto, a su vez, acelera la velocidad de absorción.

- El coeficiente de transferencia de masa de la fase líquida incrementa en magnitud, lo que también contribuye a aumentar la velocidad de absorción. Aunque estos efectos han sido analizados en gran medida desde un punto de vista teórico, se han verificado experimentalmente en menor medida.